# Будкевич, Борис Петрович
Бори́с Петро́вич Будке́вич (17 июля 1923 г., Александровка, Черкасский округ, Киевская обл., Украинская ССР, СССР — 7 июня 1993 г., Запорожье, Украина) — советский и украинский музыкант, художник, руководитель нескольких вокально-инструментальных ансамблей. Один из первых послевоенных пропагандистов джаза на Украине.

## Биография
Родился 17 июля 1923 года в Александровке Черкасского округа Киевской губернии. Происходил из древнего обедневшего рода польских шляхтичей Будкевичей, герба Тржаска (Trzaska), предок которого, лидский скарбник Казимир Будкевич в 1674 поставил свою подпись за избрание польским королем Яна III Собеского.
Отец был хлеборобом (но в 17.02.1906 г. был утвержден в дворянстве с внесением в 1-ю часть ДРК), мать домохозяйкой. С детских лет увлекался музыкой, принимал участие в школьной самодеятельности, самостоятельно научился играть на нескольких духовых инструментах, таких как саксофон, кларнет, труба, но любимым инструментом всё же был саксофон. Начал активно интересоваться джазом после просмотра фильмов с участием Утёсова.
В первые дни войны был эвакуирован с Черкасским домом офицеров в Актюбинск, Казахская ССР, где в 1942 году начала формироваться 101 отдельная стрелковая бригада. В августе этого же года окончив подготовку, бригада была отправлена на Калининский фронт. 18 декабря, в районе Ржева, был ранен, но не покинул свою часть и лишь во время затишья был отправлен в госпиталь. Через 2 месяца выздоравливает и продолжает участвовать в боевых действиях в составе 727 отдельного стрелкового полка Прибалтийского фронта. 20 марта 1944 года он опять получает ранение. С июля 1944 года снова на фронте, в 27 железнодорожной бригаде. Победу встретил в г. Брно, Чехословакия.
После войны начал активно заниматься музыкой и живописью. Неоднократно посещал концерты Леонида Утёсова, на одном из которых ему удалось познакомиться со своим кумиром. В 1955 г. принимал участие в выставке народного изобразительного искусства Закарпатской области. Любимым видом работы была аранжировка. Работал в Черниговской, Житомирской, Адыгейской и Запорожской филармониях. Везде был художественным руководителем ВИА или эстрадных ансамблей. С 1970—1982 гг. работал в Днепропетровской филармонии, создал и руководил ВИА «Дніпро». Этот коллектив был удостоен звания Лауреата конкурса артистов эстрады.
В 1976 на студии грамзаписи «Мелодия» совместно с Леонидом Коганом, Ириной Архиповой, Иосифом Кобзоном принимал участие в записи юбилейных грампластинок «Днепропетровский Сувенир». Пластинки были посвящены 200-летию города Днепропетровска. В сборник вошла музыкальная композиция в исполнении ВИА «Дніпро» — Повір очам (муз. В.Ярцева, стихи В.Кудрявцева, худ.рук. Б.Будкевич, солисты Л.Зайцева и Ю.Пикинер).
В начале 70-х годов руководил Днепропетровским ВИА «Дніпровські вогні».
В последние годы своей жизни дали о себе знать фронтовые раны. Однако он продолжал работать и готовил молодое поколение музыкантов к выступлениям. Скончался 7 июня 1993 года в городе Запорожье.